# Liste der Mitglieder des liechtensteinischen Landtags (1898)
Diese Liste führt die Mitglieder des Landtags des Fürstentums Liechtenstein auf, der aus den Landtagswahlen des Jahres 1898 hervorging. Die vom Volk zwischen dem 28. April und dem 3. Mai 1898 gewählten Wahlmänner trafen sich am 11. Mai 1898 in Vaduz und am 12. Mai in Mauren. Im Wahlkreis Oberland wurden sieben Abgeordnete gewählt, im Wahlkreis Unterland fünf. Außerdem wurden am 20. Mai 1898 drei Abgeordnete vom Landesfürsten Johann II. ernannt.
Um in den Landtag gewählt zu werden, benötigte man in den ersten beiden Wahlgängen die absolute Mehrheit aller anwesenden Wahlmänner. Konnten bis dahin immer noch nicht genügend Abgeordnete gewählt werden, reichte im dritten Wahlgang die relative Mehrheit.

## Anzahl der Wahlmänner
Nach der Liechtensteinischen Verfassung wurde der Landtag nicht direkt, sondern mittels Wahlmännern gewählt. Zwischen dem 28. April und dem 3. Mai 1898 fanden die Wahlen in den Schulhäusern aller Gemeinden statt. Die Anzahl der Wahlmänner, die eine Gemeinde stellte, richtete sich nach der Anzahl der Einwohner der Gemeinde. Für 100 Einwohner stellte sie zwei Wahlmänner, wobei die Einwohnerzahl auf volle 100 kaufmännisch gerundet wurde. Für die Landtagswahl 1898 stellten die elf Gemeinden folgende Wahlmänner.
| Gemeinde     | Wahlmänner |
| ------------ | ---------- |
| Balzers      | 26         |
| Eschen       | 22         |
| Gamprin      | 8          |
| Mauren       | 22         |
| Planken      | 2          |
| Ruggell      | 12         |
| Schaan       | 22         |
| Schellenberg | 10         |
| Triesen      | 22         |
| Triesenberg  | 24         |
| Vaduz        | 22         |
| Gesamt       | 192        |

## Liste der Mitglieder
Die Wahlmänner des Wahlkreises Oberland trafen sich am 11. Mai 1898 im Niggschen Gasthaus in Vaduz, heute das Hotel Schlössle, um die Wahl der Abgeordneten durchzuführen. Die Wahlmänner aus Unterland trafen sich einen Tag später, am 12. Mai 1898, im Schulhaus in Mauren. Seit 1877 galt dabei, dass die Wahl auf jeden Fall zur angekündigten Uhrzeit begonnen wurde, auch wenn nicht alle Wahlmänner anwesend waren. Daher waren von den 118 aus dem Wahlkreis Oberland gewählten Wahlmännern nur 117 anwesend, von den 74 Unterland-Wahlmännern waren alle da.
| Name                  | Wahlkreis | Bemerkungen                                                         |
| --------------------- | --------- | ------------------------------------------------------------------- |
| Xaver Bargetze        | Oberland  | Erster Wahlgang, nahm die Wahl zum Abgeordneten nicht an            |
| Franz Josef Beck      | Oberland  | Erster Wahlgang                                                     |
| Josef Beck            | Ernennung |                                                                     |
| Heinrich Brunhart     | Oberland  | Erster Wahlgang                                                     |
| Chrisostomus Büchel   | Unterland | Erster Wahlgang                                                     |
| Johann Baptist Büchel | Oberland  | Erster Wahlgang                                                     |
| Wilhelm Fehr          | Unterland | Erster Wahlgang                                                     |
| Andreas Heeb          | Ernennung |                                                                     |
| Jakob Kaiser          | Unterland | Erster Wahlgang                                                     |
| Lorenz Kind           | Unterland | Erster Wahlgang                                                     |
| Ludwig Marxer         | Unterland | Erster Wahlgang                                                     |
| Meinrad Ospelt        | Oberland  | zog für Xaver Bargetzke in den Landtag ein                          |
| Albert Schädler       | Oberland  | Erster Wahlgang                                                     |
| Carl Schädler         | Oberland  | Erster Wahlgang                                                     |
| Wilhelm Schlegel      | Ernennung | verstarb 1900, für ihn wurde Jakob Wanger zum Abgeordneten ernannt  |
| Ferdinand Walser      | Oberland  | Erster Wahlgang                                                     |
| Jakob Wanger          | Ernennung | wurde am 15. April 1901 zum Nachfolger von Wilhelm Schlegel ernannt |

## Liste der Stellvertreter
Nach den Abgeordneten wurden deren Stellvertreter gewählt. Ebenfalls wurde hier in den ersten zwei Wahlgängen eine absolute Mehrheit und im dritten Wahlgang eine relative Mehrheit benötigt.
| Name                   | Wahlkreis | Bemerkungen                                                  |
| ---------------------- | --------- | ------------------------------------------------------------ |
| Joachim Beck           | Oberland  | Dritter Wahlgang                                             |
| Franz Josef Biedermann | Oberland  | Zweiter Wahlgang; lehnte die Wahl zum Stellvertreter ab      |
| Josef Frommelt         | Oberland  | Dritter Wahlgang                                             |
| Meinrad Ospelt         | Oberland  | Dritter Wahlgang; zog für Xaver Bargetzke in den Landtag ein |
| Gebhard Schädler       | Unterland | Erster Wahlgang                                              |